# Pseudopilolabus chiriquensis
Pseudopilolabus chiriquensis là một loài bọ cánh cứng trong họ Attelabidae. Loài này được Hamilton miêu tả khoa học năm 1994.